# Vohburg an der Donau
Vohburg an der Donau är en stad i Landkreis Pfaffenhofen an der Ilm i Regierungsbezirk Oberbayern i förbundslandet Bayern i Tyskland.